# Antonio de Hoyos y Vinent
Antonio de Hoyos y Vinent (Madrid, 1884-Madrid, 1940) fue un escritor y periodista español, perteneciente a la corriente estética del decadentismo. Ostentó el título de marqués de Vinent.

## Biografía
Nació el 2 de mayo de 1884 en Madrid, en el seno de una familia aristocrática, segundo hijo de Isidoro de Hoyos y de la Torre, marqués de Hoyos, y de Isabel Vinent y O'Neill, marquesa de Vinent. En 1898, su familia se trasladó a Viena, donde recibió una esmerada educación en el Teresianum de la capital austríaca, en la Universidad de Oxford y Madrid. Su hermano mayor, José María de Hoyos y Vinent, heredó el título paterno de marqués de Hoyos, y él heredó el mayorazgo. 
Sordo a causa del sarampión (obligaba a los demás a hablar por señas), provisto de monóculo y vestido como un dandi, no se preocupó en ocultar su homosexualidad, que junto a otros aspectos que hoy pasarían por virtudes, lo convirtió en una oveja negra para la parte menos tolerante de la buena sociedad (su madre le retirará el saludo por haber colgado en el salón su colección de retratos de jóvenes púgiles). Su amigo César González Ruano dijo que «era un ser impresionante y tenía una casa más impresionante aún». Dirigió la revista Gran Mundo Sport e hizo crítica literaria para El Día y artículos para ABC. Le interesaban los efebos de clase obrera y fue visto a menudo con ellos en salones y cafés literarios. Mira afirma que la homofobia no afectó de forma brutal la vida de Hoyos, pues su clase social y su fama le daban una cierta inmunidad, tal como relata Rafael Cansinos en una de sus viñetas:

Antonio pasea impunemente la leyenda de su vicio, defendido por su título y su corpulencia atlética. Porque este degenerado tiene todo el aspecto de un boxeador [...] Antonio de Hoyos es una estampa, ya aceptada, del álbum de la aristocracia decadente [...] Pero cuidado, que ya vienen pisando recio las alpargatas socialistas de Pablo Iglesias [...], con una gran escoba dispuesta a barrer todo eso [...]
Rafael Cansinos, op. cit. Alberto Mira (2004)

Era amigo de Emilia Pardo Bazán, quien fue su introductora en el mundillo literario, y cuya tertulia casera frecuentaba. También era amigo de la bailarina Tórtola Valencia (aficionada a la magia y el ocultismo), del dibujante y figurinista art-decó José Zamora, de su tía la condesa Gloria Laguna, del marqués de Villalobar y del pintor Antonio Juez.

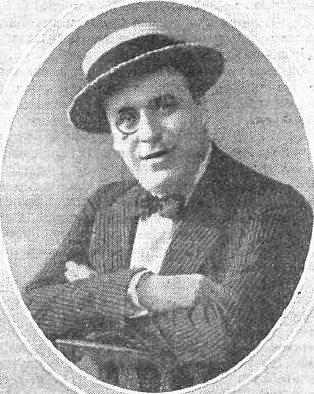
Retrato de Antonio de Hoyos y Vinent (Mundo Gráfico, 1914)

El decadentismo (de autores como Lorraine y Rachilde), el género erótico y su militancia anarquista caracterizaron su literatura, que difundió en colecciones baratas de novelas cortas (compuso más de cincuenta) como Los Contemporáneos, La Novela Semanal, La Novela de Hoy, La Novela Corta... sin olvidar el cuento, que desarrolló en la revista La Esfera; solamente en un par de novelas suyas aparece explícita la homosexualidad. En ellas tiene papel la represión social, encarnada en una religión institucionalizada. La homosexualidad aparece, no como mera provocación, sino como disidencia.

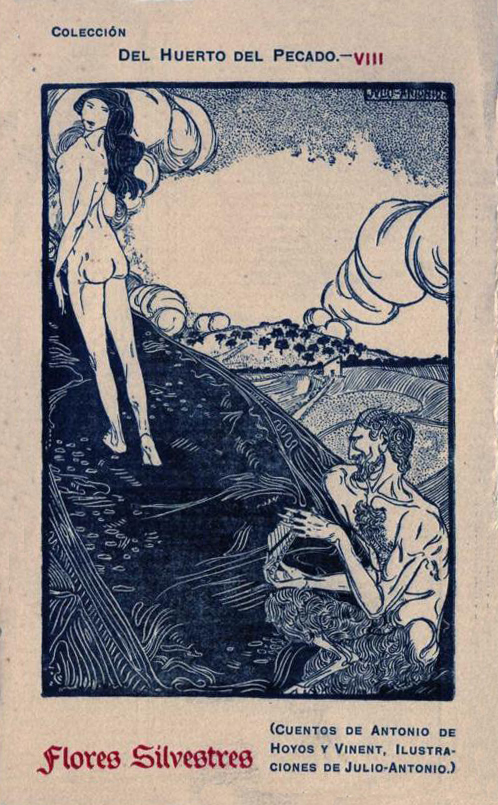
Del huerto del pecado VIII, Flores silvestres, ilustración de Julio Antonio.

Antes de estallar la Guerra Civil, desde 1934, militó en la Federación Anarquista Ibérica (FAI). Este hecho, y sus artículos combativos publicados en El Sindicalista (órgano del Partido Sindicalista), lo llevaron a la cárcel de Porlier al terminar el enfrentamiento fratricida, y en ella murió pobre, ciego, sordo, casi paralítico y abandonado por sus viejos conocidos y su familia el 11 de junio de 1940. En ese periódico tuvo una sección con el rótulo Modos y maneras en la que publicó cientos de artículos. Entre otros, fue significativo «El secreto de saber esperar», del 8 de julio de 1937, en el que aborda la actitud para salir de una guerra:

En una guerra como la que padecemos, guerra civil en que además de los imponderables de tales contiendas se mezclan elementos extraños; en que juegan codicias, ambiciones, rivalidades, "incluso temores egoístas, no pueden resolverse las cosas de la noche a la mañana, con un gesto, una acción o un aislado intento. Mucho más, que no se trata aquí de una lucha por supremacía, dominio, influencias territoriales, comerciales o políticas, sino de fórmulas fundamentales de vida. (...) Para ello hemos de mirar esta guerra inicua a que la rebeldía, contra el Gobierno legítimo nos arrastró, como un entrenamiento penoso, como esos trabajos extraordinarios que en las leyendas se imponían a los héroes, como prueba de su temple, antes de entrar en posesión del poder supremo. De aquí, precisase que salgamos fortalecidos, curtidos, entrenados, para entrar en la posesión de nuestro bien.

Julio Monteverde ofrece el siguiente retrato de Antonio de Hoyos durante la guerra civil:

Antonio de Hoyos y Vinent se convierte así en militante anarquista y la llegada de la Guerra Civil no hará sino multiplicar su actividad. Colabora incansablemente en el periódico El Sindicalista, mientras la casa y los coches personales, otrora testimonios de posición social, son colectivizados por iniciativa propia. No obstante, su naturaleza no se desvanece por completo. Hoyos, junto con su prestigio y su capacidad, llevó también consigo la elegancia al corazón de la revolución, y una imagen casi mitológica nos llega a través del testimonio de los que le frecuentaron en aquel tiempo; atravesando la Puerta del Sol vestido con un mono azul de obrero -confeccionado especialmente para él con fina seda azul- pistolón al cinto  y monóculo.

Existen dos retratos de Hoyos por Federico Beltrán Masses, otro por uno de los Zubiaurre, así como uno de Enrique Estévez Ochoa, descrito en el libro Antonio de Hoyos y Vinent, una figura del decadentismo hispánico, de María del Carmen Alfonso García. Luis Antonio de Villena fue el primero en reivindicarlo en un largo artículo de "Ínsula" :"Antonio de Hoyos y Vinent y su novela decadente". Ha prologado casi todas las reediciones de Hoyos, desde "La vejez de Heliogábalo" en 1989 hasta "Aromas de nardo indiano y de ovonia que enloquece" en 2014.  
Hoyos y Vinent es el protagonista del cuento «Capriccio», de Luis Antonio de Villena (incluido en su libro de relatos El tártaro de las estrellas, 1994); aparece asimismo como personaje en las novelas Majestad caída (2012), del mismo autor, y Las tres bodas de Manolita (2014), de Almudena Grandes.

## Obra

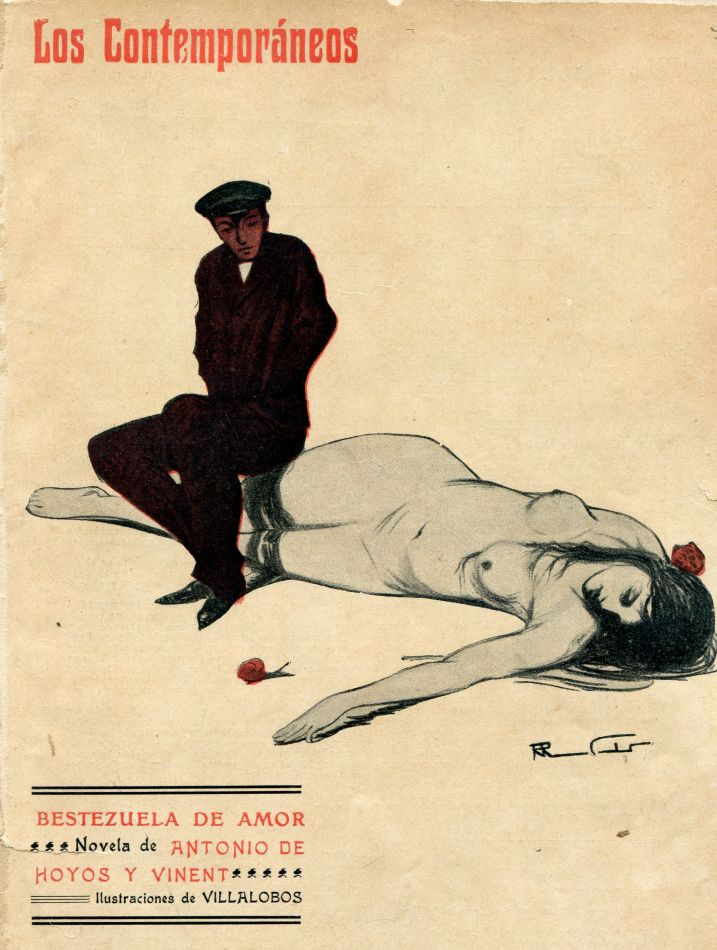
Bestezuela de amor, nº 79 de Los Contemporáneos (1 de julio de 1910). Portada de Romero Calvet.

Marqués esteta, abierto homosexual y dandi, aspiró a ser el antihéroe decadente que tantas veces plasmó en sus novelas. En su obra narrativa pueden distinguirse tres fases, marcadas desde el punto de vista temático por el "escándalo aristocrático" (1903-1909), el erotismo de tonos decadentistas (1910-1925) y las aspiraciones filosóficas (1925-final).
El escritor y periodista José María Carretero, en una entrevista que hizo al marqués en 1916, le preguntó qué era lo que más le inquietaba e interesaba, a lo que Hoyos contestó:

El pecado y la noche es el leitmotiv de mis libros. Hay tres cosas en la literatura que me han obsesionado: el misterio, la lujuria y el misticismo. Dicen que mis libros son inmorales. ¡Pero si en ellos no hay voluptuosidad ninguna, en mis libros el amor es una cosa horrenda y escalofriante!

El crítico Eduardo Gómez de Baquero «Andrenio» escribió sobre su obra lo siguiente:

Sus novelas ofrecen riqueza de invención, sagaz empleo de los recursos de interés y un atildamiento de estilo que se contiene en ese límite en que el preciosismo no es afectado ni ha perdido la soltura

En palabras de Julio Cejador y Frauca:

Antonio de Hoyos y Vinent [...] trajo a la novela castellana la pintura naturalista y atrevida de la lujuria frenética con todos sus horrores, crueldades y amarguras; con sus monstruosidades psiquiátricas, desatada locura, sanguinario sadismo, canallesco afeminamiento y brutal trato, encarnada en todo linaje de hembras perdidas y de hombres viciosos, cortesanas de alto y bajo bordo, podridos amantes y cínicos favorecedores, que viven tanto en la molicie de los salones como en la pecina de los lupanares, y con gran fondo negro en el cuadro, entre la que se vislumbra misteriosamente la muerte, sobre la cual se atreve a saltar y triunfar el amor lascivo, arrastrado de las furias todas del infierno. Es Hoyos en la novela lo que Goya en sus horripilantes aguas fuertes y Zuloaga en sus terribles pinturas de la hez bajuna de harapientos y monstruosos tipos castellanos. Gusta de todo lo horroroso y feo, de lo más crujiente y chillón que cabe en los bajos fondos sociales, atráele lo típico nauseabundo, encántanle los contrastes de la más desaforada lujuria con la más refinada crueldad.
Cejador y Frauca, 1920, p. 104

Su temática oscila entre el cuento de terror, lo erótico y lo social. Escribió unos 140 títulos. Acertó a veces plenamente con sus satinados relatos cortos ("El maleficio de la noche", "El destino", "El crimen del fauno" o "El hombre que vendió su cuerpo al diablo") y con algunas novelas (La vejez de Heliogábalo o El oscuro dominio). Especuló también con imposibles teorías históricas y sociopolíticas (El primer estado, América). En su obra hay ecos de una amplia y extensa cultura. Le influyeron sobre todo autores postsimbolistas y decadentes tocados por el naturalismo como Joris-Karl Huysmans, Jean Lorrain, Madame Rachilde, Octave Mirbeau, y en cierta manera, Pierre Louys, Paul Verlaine y Auguste Villiers de L'Isle-Adam; el Gustave Flaubert de Las tentaciones de San Antonio y los simbolistas Edgar Allan Poe y Charles Baudelaire.
La obra de Antonio de Hoyos y Vinent ha intentado recuperarse últimamente gracias a Luis Antonio de Villena, quien lo incluyó en su ensayo Corsarios de guante amarillo, además de escribir varios artículos sobre él y haber prologado en 1989 la reedición de su novela La vejez de Heliogábalo.